# Иван Басо
Иван Басо (на италиански: Ivan Basso) е италиански колоездач. Роден е на 26 ноември 1977 в град Галарате, провинция Варезе. Той се състезава за руския „Saxo-Tinkoff“. Басо е един от най-добрите катерачи в света и е считан за един от най-силните състезатели в многоетапни състезания.

## Кариера
Като аматъор печели през 1998 г. шампионата за младежи под 23 години. Първият сериозен успех на Басо при професионалистите е на Обиколката на Франция през 2002. Тогава състезаващ се в отбора на Fassa Bortolo печели бялата фланелка за най-добър млад състезател до 25 години. През 2003 отново участва в Тур дьо Франс, но не като лидер на отбора си, а като помагач на спринтьора Алесандро Петаки. Това му пречи да се бори за крайната победа, но въпреки това успява да се класира на 7-о място в крайното класиране. Тогава Басо преминава в друг отбор – „CSC“ и завършва на трета позиция в Обиколката на Франция през 2004 г., на 6 минути и 40 секунди от победителя Ланс Армстронг, с който са приятели. През 2005 Басо се състезава в Обиколката на Италия, където е сочен за фаворит. Той оправдава прогнозите до средата на състезанието когато, водейки в общото класиране, е повален от стомашен вирус. По време на 13-ия етап губи 40 мин. и с това и всички шансове да се бори за място на подиума в Милано. Въпреки това той се възстановява и печели два етапа (17-и и 18-и). През юли затвърждава своето име на един от най-добрите състезатели в света, печелейки 2-ро място в Тур дьо Франс. 2005 е трагична година за Басо, поради смъртта на майка му след дълга битка с рака.
През 2006 Басо си поставя за цел да спечели двете най-престижни обиколки (на Италия и на Франция), дубъл, постиган за последен път от Марко Пантани през 1998. Като част от своята подготовка той печели един етап и генералното класиране в Критериум Интернасионал, както и етапа по часовник в Circuit de la Sarthe. Освен това записва място в първата десетка в престижната пролетна класика Лиеж - Бастон - Лиеж. След пълно надмощие и три победи в тежки планински етапи (8-и, 16-и и 20-и), Басо печели Джирото с 9'18 преднина пред испанеца Хосе Енрике Гутиерез, записвайки най-голямата разлика между първите двама в надпреварата от 40 години насам.
Италианецът е сочен за основен фаворит за започващото на 1 юли 93-то издание на Обиколката на Франция, но не стартира поради съмнения за допинг. Според испанското проучване – Операция Пуерто, той е бил снабдяван със забранени медикаменти от доктор Еуфемиано Фуентес.
След дълъг процес Басо е оневинен и в края на 2006 се присъединява към отбора на Discovery Channel.
Басо се състезава за отбора на Liquigas, с когото през 2010 печели за втори път Обиколката на Италия

## Победи
- 2010
  - Обиколка на Италия
- 2009
  - Обиколка на Трентино
  - 4-то място в Обиколката на Италия
  - 4-то място в Обиколката на Испания
- 2006
  - Етапи 5,8,16, 20 и Генерално – Обиколка на Италия
  - Етап 2 и Генерално – Критериум Интернационал
  - Етап 2Б – Circuit de la Sarthe.
- 2005
  - Етап 17 и 18, – Обиколка на Италия
  - Етап 1, 2, 3, 5 и Генерално – Пост Данмарк Рунт.
- 2004
  - Етап 12 – Обиколка на Франция.
  - Обиколка на Емилия.
- 2001
  - Етап 1 – Тур Средиземноморие
  - Етап 5 – Обиколка на Австрия.

## Отбори
| От   | До   | Отбор         |
| ---- | ---- | ------------- |
| 2015 | 2015 | Tinkoff-Saxo  |
| 2008 | 2014 | Liquigas      |
| 2004 | 2006 | Team CSC      |
| 2001 | 2003 | Fassa Bortolo |
| 2000 | 2000 | Amica Chips   |
| 1999 | 1999 | Riso Scotti   |
| 1998 | 1998 | Asics         |